# Zoar (Ohio)
Zoar és una població dels Estats Units a l'estat d'Ohio. Segons el cens del 2000 tenia 193 habitants.

## Demografia
Segons el cens del 2000, Zoar tenia 193 habitants, 79 habitatges, i 62 famílies. La densitat de població era de 135,5 habitants per km².
Dels 79 habitatges en un 22,8% hi vivien nens de menys de 18 anys, en un 68,4% hi vivien parelles casades, en un 10,1% dones solteres, i en un 20,3% no eren unitats familiars. En el 17,7% dels habitatges hi vivien persones soles el 10,1% de les quals corresponia a persones de 65 anys o més que vivien soles. El nombre mitjà de persones vivint en cada habitatge era de 2,44 i el nombre mitjà de persones que vivien en cada família era de 2,73.
Per edats la població es repartia de la següent manera: un 20,2% tenia menys de 18 anys, un 5,7% entre 18 i 24, un 18,7% entre 25 i 44, un 42,5% de 45 a 60 i un 13% 65 anys o més.
L'edat mediana era de 48 anys. Per cada 100 dones de 18 o més anys hi havia 87,8 homes.
Cap de les famílies estaven per davall del llindar de pobresa.

## Poblacions més properes
El següent diagrama mostra les poblacions més properes.